# Nazca plošča
Nazca plošča, poimenovana po regiji Nazca v južnem Peruju, je oceanska tektonska plošča v porečju vzhodnega Tihega oceana ob zahodni obali Južne Amerike. Nenehna subdukcija, vzdolž tektonskega jarka Peru-Čile, Nazca plošče pod Južnoameriško ploščo je v veliki meri odgovorna za andsko orogenezo. Nazca plošča je na zahodu omejena s Pacifično ploščo in na jugu z Antarktično ploščo prek vzhodnopacifiškega hrbta oziroma s Čilskim grebenom. Gibanje Nazca plošče na več žariščih je ustvarilo nekaj vulkanskih otokov, pa tudi verige podvodnih gora, ki tečejo od vzhoda proti zahodu, ki se potopijo pod Južno Ameriko. Nazca je relativno mlada plošča tako glede na starost kamnin kot glede na obstoj kot samostojna plošča, ki je nastala ob razpadu Farallonove plošče pred približno 23 milijoni let. Najstarejše kamnine plošče so stare približno 50 milijonov let.
Njena velikost je okoli 15,600,000 km², premik pa 40–53 mm/leto.

## Meje
Čilsko trojno stičišče (Chile Triple Junction), se pojavlja na morskem dnu Tihega oceana ob Taitau in polotoku Tres Montes na južni obali Čila. Tu se srečajo tri tektonske plošče: Nazca plošča, Južnoameriška plošča in Antarktična plošča.

### Jarek Peru-Čile
Vzhodni rob je konvergentno mejno subdukcijsko območje pod južnoameriško ploščo in gorovjem Andov, ki tvori Perujsko-čilski oceanski jarek. Južna stran je divergentna meja z Antarktično ploščo, Čilskim hrbtom, kjer širjenje morskega dna omogoča dvig magme. Zahodna stran je divergentna meja s Pacifično ploščo, ki tvori greben vzhodnega Tihega oceana. Severna stran je divergentna meja s Kokosovo ploščo, Galapaškim hrbtom.
Subdukcija plošče Nazca pod južnim Čilom ima zgodovino ustvarjanja množičnih potresov, vključno z največjim doslej zabeleženim na zemlji, trenutkom potresa z magnitudo 9,5 v Valdivii 1960.

## Lastnosti znotraj plošče

### Vroče točke
Drugo trojno stičišče se pojavi na severozahodnem vogalu plošče, kjer se ob obali Kolumbije združijo Nazca, Kokosova in Pacifična plošča. Še eno trojno stičišče se pojavi na jugozahodnem vogalu na stičišču Nazca, Pacifične in Antarktične plošče ob obali južnega Čila. Na vsakem od teh trojnih stičišč obstaja anomalna mikroplošča, Galapaška mikroplošča na severnem stičišču in mikroplošča Juan Fernandez na južnem stičišču. Mikroplošča Velikonočnega otoka je tretja mikroplošča, ki je severno od mikroplošče Juan Fernandez in leži tik zahodno od Velikonočnega otoka.

### Aseizmični grebeni
Carnegie Ridge je 1350 km dolg in do 300 km širok element na oceanskem dnu severne Nazca plošče, ki vključuje Galpaške otoke na svojem zahodnem koncu. Podriva se pod Južnoameriško ploščo z ostalim delom Nazca plošče.

### Območja zloma
Darwinova vrzel je območje med Nazca ploščo in obalo Čila, kjer je Charles Darwin doživel potres leta 1835. Pričakuje se, da bo to območje v bližnji prihodnosti epicenter velikega potresa.

## Gibanje plošče
Absolutno gibanje Nazca plošče je bilo kalibrirano pri 3,7 cm/leto vzhodnem gibanju (88°), kar je eno najhitrejših absolutnih premikov katere koli tektonske plošče. Subdukcijska Nazca plošča, ki kaže nenavadno subdukcijo ravne plošče, se trga in deformira, ko je podvržena subdukciji (Barzangi in Isacks). Ta je oblikovala in še naprej oblikuje vulkansko gorovje Andov. Deformacija Nazca plošče vpliva celo na geografijo Bolivije, daleč na vzhodu). Potres v Boliviji leta 1994 se je zgodil na Nazca plošči; ta je imel magnitudo 8,2 Mw, kar je bil takrat najmočnejši instrumentalno zabeležen potres, ki se je zgodil globlje od 300 km.
Poleg otokov Juan Fernández ima to območje zelo malo drugih otokov, ki jih prizadenejo potresi, ki so posledica zapletenih premikov na teh stičiščih.

## Geološka zgodovina
Predhodnica Nazca plošče, plošče Juan de Fuca in Kokosove plošče je bila plošča Farallon, ki se je razcepila v poznem oligocenu, približno 22,8 milijona let, datum, do katerega smo prišli z razlago magnetnih anomalij. Subdukcija pod južnoameriško celino se je začela okoli 140 milijonov let nazaj, čeprav je do oblikovanja visokih delov osrednjih Andov in bolivijske orokline prišlo šele 45 milijonov let nazaj. Domnevajo se, da so bile gore prisiljene navzgor s subdukcijo starejših in težjih delov plošče, ki so se hitreje pogreznili v plašč.